# Owen Roberts International Airport
Owen Roberts International Airport (engelska: Georgetown Owen Roberts International Airport) är en flygplats i Caymanöarna (Storbritannien). Den ligger i den västra delen av Caymanöarna, i huvudstaden George Town. Owen Roberts International Airport ligger 2 meter över havet. Den ligger på ön Grand Cayman.